# Dorcadion mucidum
Dorcadion mucidum är en skalbaggsart. Dorcadion mucidum ingår i släktet Dorcadion och familjen långhorningar.

## Underarter
Arten delas in i följande underarter:
- D. m. mucidum
- D. m. annulicorne